# (5781) Barkhatova
(5781) Barkhatova – planetoida z grupy pasa głównego asteroid okrążająca Słońce w ciągu 3 lat i 46 dni w średniej odległości 2,14 j.a. Została odkryta 24 września 1990 roku w Krymskim Obserwatorium Astrofizycznym w Naucznym przez Ludmiłę Żurawlową i Galinę R. Kastel. Kławdija Aleksandrowna Barchatowa (1917–1990) była radziecką astronomką, założycielką obserwatorium astronomicznego w Kourowce.